# Notoniscus australis
Notoniscus australis is een pissebed uit de familie Styloniscidae. De wetenschappelijke naam van de soort is voor het eerst geldig gepubliceerd in 1909 door Charles Chilton.